# ابن عنبه
سید جمال الدین احمد بن علی بن حسین حسنی حسینی (۷۴۷–۸۲۸ ه‍.ق) از مورخان و نسب شناسان شیعی است که به ابن عنبه شهره است. وی از سادات علوی است و از طریق پدر به حسن مجتبی و از طریق مادر به حسین بن علی متصل است. وی را به جهت قرار گرفتن عنبة اصغر در اعقابش، ابن عنبه خوانده‌اند. با این وجود برخی وی را به اشتباه ابن عتبه و ابن عقبه نیز خوانده‌اند. با وجود آنکه مذهب وی محل تردید قرار گرفته‌است، اما گروهی امامی بودنش را پذیرفته و تنها در زیدی یا غیر زیدی بودنش تردید کرده‌اند.

## استادان
وی در نزد ابوعبدالله محمد بن قاسم بن معیه دیباجی (د ۷۷۶ق/ ۱۳۷۴م)، نسب‌شناسی آموخت. او همچنین از طریق ابن معیه از علامه حلی نقل روایت می‌کند.

## آثار
تمام آثار منسوب به ابن عنبه، مربوط به تبارشناسی است. مهمترین اثرش عمدة الطالب فی انساب آل ابی طالب (خلاصهٔ جستار در تبار خاندان ابوطالب) است که در علم نسب‌شناسی، اهمیت بسیار زیادی دارد. وی این کتاب را در سه مرحله جدا از هم به نگارش درآورده است. کتاب دیگر وی الفصول الفخریة فی اصول البریة (فصل‌های افتخارآمیز دربارهٔ ریشه‌های آدمیان) است که به زبان فارسی به نگارش درآمده است. در این کتاب تبار آدم تا نوح به اختصار بیان شده‌است. دیگر آثار وی بحرالانساب فی نسب بنی هاشم («دریایی از تبارها، در تبار بنی‌هاشم») (به عربی)، التحفة الجمالیة فی انساب الطالبیة («یادگار زیبایی‌ها در تبارهای طالبیان») (به فارسی) و رسالة فی اصول شجرة السادة آل ابی علوی («رساله‌ای در ریشه‌های شجره‌نامه سادات آل ابی علوی») است..